# Південна вибілена крафт-маса з м'якої деревини
Південна вибілена крафт-маса з м'якої деревини (Southern bleached softwood kraft, SBSK) — це деревна пульпа, яка виробляється в основному на півдні США. Основною сировиною є сосна Еліота, сосна болотяна, сосна короткохвойна, сосна ладанна та сосна віргінська.

## Властивості
SBSK виробляється зі змішаних джерел волокон, але основні породи деревини пульпи визначають її властивості. Всі вони мають довгі волокна. Сосна Еліота та сосна болотяна мають волокна з товстими стінками, що робить пульпу придатною для розпушеної целюлози.

## Застосування
SBSK використовується у розпушеній целюлозі, папері санітарно-гігієнічного призначення, фільтрувальному папері та мерсеризованій пульпі. Його використовують як зміцнювальні волокна при виготовленні паперу або як сировину для крафт-паперу.